# Біженці (фільм, 1933)
«Біженці» (нім. Flüchtlinge) — фільм 1933 року, поставлений у нацистській Німеччині режисером Густавом Учицкі за романом і сценарієм Герхарда Менцеля. Стрічка розповідає про долю приволзьких німців, які у 1928 році, рятуючись від переслідування більшовиків, намагаються перейти російсько-китайський кордон в Маньчжурії.

## Сюжет
Харбін, Маньчжурія, серпень 1928 року. Група приволзьких німців, меншина, що живе в Росії вже декілька століть, рятується від більшовиків. Під керівництвом німецького офіцера (Ганс Альберс), розчарованого у своїй батьківщині, і який служить найманцем у китайців, біженцям вдається полагодити залізничну колію і поїхати на відремонтованому потягу. В цей час учасники міжнародної конференції продовжують даремні балачки...

## У ролях
| Ганс Альберс          | ···· | Амет               |
| Кете фон Надь         | ···· | Крістя             |
| Ойген Клопфер         | ···· | Лауді              |
| Іда Вюст              | ···· | фрау Мегеле        |
| Файт Харлан           | ···· | Маннлінгер         |
| Карста Локк           | ···· | фрау Геллерле      |
| Марія Коппенхофер     | ···· | приволзька німкеня |
| Вальтер Германн       | ···· | німецький делегат  |
| Карл Райнер           | ···· | Петер              |
| Ганс Адалберт Шлеттов | ···· | сибіряк            |
| Фрідріх Гнасс         | ···· | гусар              |

## Знімальна група
- Автор сценарію — Герхард Менцель (за своїм романом)
- Режисер-постановник — Густав Учицкі
- Продюсер — Гюнтер Штапенгерст
- Композитори — Ернст Еріх Будер, Герберт Віндт
- Оператор — Фріц Арно Вагнер
- Монтаж — Едуард фон Борсоді
- Художник-постановник — Роберт Герлт, Вальтер Рьоріґ
- Звук — Германн Фетшінґ

## Визнання
Фільм було відзначено Державною премією Третього Рейху. Вручаючи нагороду Густаву Учицкі, міністр пропаганди Йозеф Геббельс зазначив, що, попри те, що у фільму не відображено політичну програму націонал-соціалізму, «стрічка відображає наш дух, нашу силу і нашу волю», та, що «з цієї самої причини націонал-соціалістична держава віддає належне цьому достойному фільму». 
| Нагороди та номінації фільму «Біженці» | Нагороди та номінації фільму «Біженці» | Нагороди та номінації фільму «Біженці»       | Нагороди та номінації фільму «Біженці» | Нагороди та номінації фільму «Біженці» | Нагороди та номінації фільму «Біженці» |
| Рік                                    | Кінофестиваль/кінопремія               | Категорія/нагорода                           | Номінант                               | Результат                              |                                        |
| -------------------------------------- | -------------------------------------- | -------------------------------------------- | -------------------------------------- | -------------------------------------- | -------------------------------------- |
| 1934                                   | Венеційський кінофестиваль             | Кубок Муссоліні за найкращий іноземний фільм | Біженці                                | Номінація                              |                                        |